# トヨタ・FSC
トヨタ・FSC（エフエスシー ）は、トヨタ自動車が製作したコンセプトカーである。
車名のFSCとは「Flexible Saloon Concept（フレキシブル・サルーン・コンセプト）」の略である。

## 概要
2005年の東京モーターショーでワールドプレミア。
セダンとミニバン、両車のクロスオーバー領域を狙ったコンセプトカーとして開発された。ボディ形状はミニバンだが、室内空間はセダンのごとく、大人4人の快適性を最優先するべくデザインされた。
デザインはトヨタの「バイブラント・クラリティ（わくわくさと爽やかさ）」思想に基づき、フェンダーラインやホイールアーチなどにセダン的な力感を与え、全体を高質な曲面で包み込んだ立体感のあるフォルムとされた。
室内は4シーターを基本とするも、リアに格納式の3列目を備える6人乗りパッケージとされた。3列目は「フレキシブルサードゾーン」と名付けられ、電動格納方式を採用。
セダンモードでは乗員空間とトランクスペースを電動で完全に仕切ることを可能とし、3列目を出せばミニバンモードとなって6名乗車を実現。そして、3列目シートを完全に床下に格納するワゴンモードへと変化する。
ハッチゲートは電動により全開・全閉が可能なほか、下半分だけを開閉させることも可能。
スペックについては、スリーサイズ（全長x全幅x全高）以外はメカニズムも含め、一切非公表であった。
尚、2007年9月に発表された「マークXジオ」は、FSCのエッセンスを色濃く反映させた市販車である。